# Inezia
Inezia là một chi chim trong họ Tyrannidae.